# Skoky do vody na mistrovství Evropy v plaveckých sportech 1966
Závody v skocích do vody na mistrovství Evropy v plaveckých sportech za rok 1966 proběhly v Utrechtu, Nizozemsko ve dnech 20. až 27. srpna 1966.

## Československá stopa
Československo reprezentovala Milena Duchková (*1952) z pražského klubu Slavia VŠ. V disciplíně skoku z 3 m prkna obsadila ve finále 12. místo z 22  závodnic a v disciplíně skoku z 10 m věže obsadila 4. místo. Startovalo 13 závodnic. Šéftrenérkou reprezentace byla Marie Čermáková.

## Výsledky
| Muži              | Zlato                      | Zlato  | Stříbro                  | Stříbro | Bronz                   | Bronz  |
| ----------------- | -------------------------- | ------ | ------------------------ | ------- | ----------------------- | ------ |
| Skoky z 3 m prkna | Michail Safonov (URS)      | 155,27 | Tord Andersson (SWE)     | 146,30  | Franco Cagnotto (ITA)   | 146,21 |
| Skoky z 10 m věže | Klaus Dibiasi (ITA)        | 162,92 | Brian Phelps (GBR)       | 152,01  | Jerzy Kowalewski (POL)  | 143,13 |
| Ženy              | Zlato                      | Zlato  | Stříbro                  | Stříbro | Bronz                   | Bronz  |
| Skoky z 3 m prkna | Vera Baklanovová (URS)     | 136,59 | Delia Reinhardtová (GDR) | 136,05  | Tamara Fedosovová (URS) | 133,23 |
| Skoky z 10 m věže | Natalija Kuzněcovová (URS) | 100,93 | Inge Pertmayrová (AUT)   | 94,52   | Gabriele Kraußová (GDR) | 91,22  |

## Medailová bilance
Ve skocích do vody se rozdělily celkem 4 sady medailí.
| Pořadí | Stát                     |       | Muži    | Muži  | Muži  |         | Ženy  | Ženy  | Ženy    |       | Muži + Ženy | Muži + Ženy | Muži + Ženy | Celkem |
| Pořadí | Stát                     | Zlato | Stříbro | Bronz | Zlato | Stříbro | Bronz | Zlato | Stříbro | Bronz |             |             |             | Celkem |
| ------ | ------------------------ | ----- | ------- | ----- | ----- | ------- | ----- | ----- | ------- | ----- | ----------- | ----------- | ----------- | ------ |
| 1.     | Sovětský svaz (URS)      |       | 1       | 0     | 0     |         | 2     | 0     | 1       |       | 3           | 0           | 1           | 4      |
| 2.     | Itálie (ITA)             |       | 1       | 0     | 1     |         | 0     | 0     | 0       |       | 1           | 0           | 1           | 2      |
| 3.     | Východní Německo (GDR)   |       | 0       | 0     | 0     |         | 0     | 1     | 1       |       | 0           | 1           | 1           | 2      |
| 4.     | Rakousko (AUT)           |       | 0       | 0     | 0     |         | 0     | 1     | 0       |       | 0           | 1           | 0           | 1      |
| 4.     | Spojené království (GBR) |       | 0       | 1     | 0     |         | 0     | 0     | 0       |       | 0           | 1           | 0           | 1      |
| 4.     | Švédsko (SWE)            |       | 0       | 1     | 0     |         | 0     | 0     | 0       |       | 0           | 1           | 0           | 1      |
| 5.     | Polsko (POL)             |       | 0       | 0     | 1     |         | 0     | 0     | 0       |       | 0           | 0           | 1           | 1      |
| Celkem | Celkem                   |       | 2       | 2     | 2     |         | 2     | 2     | 2       |       | 4           | 4           | 4           | 12     |